# Journey to the Center of Time
Journey to the Center of Time (br:Jornada ao Centro do Tempo ) é um filme estadunidense, do ano de 1967, dos gêneros ficção científica e aventura, dirigido por David L. Hewitt.

## Enredo
O Sr. Stanton, após se tornar o novo chefe de uma fundação de pesquisas científicas, que tinha como projeto uma máquina para viajar no tempo, começa a exigir de seus subordinados pressa para apresentar resultados. Acaba conseguindo um acidente que causa um paradoxo e, como consequência, ele é transportado no tempo em uma viagem através das eras que poderá ter efeitos catastróficos para ele e a humanidade.

## Elenco
| Nome           | Personagem       |
| -------------- | ---------------- |
| Scott Brady    | Stanton          |
| Anthony Eisley | Mark Manning     |
| Gigi Perreau   | Karen White      |
| Abraham Sofaer | Dr. 'Doc' Gordon |
| Austin Green   | Mr. Denning      |
| Poupée Gamin   | Vina             |
| Tracy Olsen    | Susan            |
| Andy Davis     | Dave             |
| Lyle Waggoner  | Alien            |
| Larry Evans    | Não creditado    |
| Jody Millhouse | Não creditado    |
| Monica Stevens | Não creditado    |

## Outros nomes do filme
| Nome                       | País(es)           |
| -------------------------- | ------------------ |
| Matka ajan keskipisteeseen | Finlândia          |
| Reise ins Zentrum der Zeit | Alemanha Ocidental |
| Time Warp                  | Estados Unidos     |